# Hawker Hotspur
El Hawker Hotspur fue un avión de caza utilizado principalmente por la Real Fuerza Aérea. Fue diseñado en respuesta a la Especificación F.9/35 del Ministerio del Aire, que requería una torreta eléctrica como armamento principal para reemplazar al Hawker Demon. Fue desarrollado a partir del Hawker Henley, que fue rediseñado para adaptar una torreta Boulton Paul semieléctrica de cuatro armas.

## Diseño y desarrollo
El Ministerio del Aire emitió la Especificación F.9/35, que requería un "caza de torreta" biplaza diurno y nocturno capaz de alcanzar los 470 km/h a 4600 m (15 000 pies) a los constructores británicos, en 1935. El avión debía tener su armamento (cuatro ametralladoras) concentrado en una torreta accionada eléctricamente, y el rendimiento debía ser sólo ligeramente inferior al de otros diseños de cazas que se estaban desarrollando en ese momento. También debía tener suficiente capacidad de combustible para realizar patrullas duraderas.
Hubo siete respuestas a la licitación: Armstrong Whitworth (bimotor, basado en el AW.34), Boulton Paul (P.82), Bristol (Type 147), Fairey, Gloster, Hawker y Supermarine (Type 305). Una octava compañía, Vickers, comenzó con un diseño, pero no lo presentó al Ministerio del Aire. Como Hawker ya estaba involucrado en la construcción del prototipo del Henley, su propuesta se basó en él con una torreta que proporcionaría Nash & Thompson. Los diseños de Hawker, Boulton-Paul y Armstrong Whitworth fueron considerados los más prometedores y se encargaron dos prototipos de cada uno, aunque el diseño de Armstrong Whitworth finalmente no se construyó.
De la misma manera que el Henley, el Hotspur utilizó los paneles alares exteriores estándar del Hawker Hurricane. En 1937 se construyó un prototipo del avión, el K8309, equipado con cuatro ametralladoras Browning de 7,7 mm en una torreta dorsal Boulton Paul más una Vickers de 7,7 mm montada en el fuselaje delantero.
En 1937, el competidor Boulton Paul recibió un encargo de 87 Defiant y Hawker de 389 Hotspur (que se construirían en Avro). Para uso naval, también se encargó el caza de torreta Blackburn Roc, del que Boulton Paul iba a construir 136 ejemplares. En enero de 1938, una opinión oficial era que el Defiant y el Hotspur tendrían las mismas prestaciones, pero que Hawker no había mostrado suficiente entusiasmo en el proyecto. El encargo de producción del Hotspur fue cancelado y se ordenaron más Defiant en su lugar. Se canceló un segundo prototipo del Hotspur.
La finalización del prototipo se retrasó hasta 1938, cuando el rival Boulton Paul Defiant ya había volado. El Hotspur voló por primera vez en Brooklands el 14 de junio de 1938, con sólo una maqueta de madera de la torreta y con un lastre equivalente al peso del armamento. Luego se probó en Martlesham Heath.

## Historia operacional
Como Hawker estaba comprometida con la producción del Hurricane y la empresa hermana Gloster con la producción del Henley, no tenía capacidad suficiente para introducir otro modelo y se abandonó la producción. Se quitó la maqueta de la torreta y se instaló un carenado de cabina. La producción planificada por Avro según la especificación 17/36 fue abandonada y el prototipo, sin torreta, se utilizó en el RAE Farnborough desde 1939 para probar configuraciones de flaps y frenos de picado, junto con el Hawker Henley, hasta 1942. El 12 de febrero, tras un problema de motor durante una prueba de planeo, el piloto se vio obligado a aterrizar con el tren de aterrizaje arriba; si bien se consideró que los daños eran reparables, el Hotspur fue desechado en lugar de acometer los costes.

## Operadores
Reino Unido
- Real Fuerza Aérea

## Especificaciones (Hotspur)
Referencia datos: Hawker Aircraft since 1920

### Características generales
- Tripulación: Dos (piloto y artillero)
- Longitud: 10 m (32,9 ft)
- Envergadura: 12,3 m (40,5 ft)
- Altura: 4,2 m (13,8 ft)
- Superficie alar: 31,8 m² (342,3 ft²)[11]
- Peso vacío: 2630 kg (5796,5 lb)
- Peso máximo al despegue: 3470 kg (7647,9 lb)
- Planta motriz: 1× motor lineal V12 refrigerado por agua Rolls-Royce Merlin II.
  - Potencia: 768 kW (1059 HP; 1044 CV)
- Hélices: Tripala

### Rendimiento
- Velocidad máxima operativa (Vno): 510 km/h (317 MPH; 275 kt)
- Techo de vuelo: 8500 m (27 887 ft)

### Armamento
- Ametralladoras: 

  - 1x Vickers de 7,7 mm frontal fija en el morro
  - 4x Browning de 7,7 mm en torreta Boulton Paul

## Aeronaves relacionadas

### Desarrollos relacionados
- Hawker Henley

### Aeronaves similares
- Blackburn Roc
- Boulton Paul Defiant